# 于立群
于立群（1916年—1979年2月25日），原名佩珊，广西省贺县桂岭人，演员、书法家。郭沫若第三任妻子。

## 生平

### 早年生涯
于立群的祖父于式枚为清朝光绪年间进士。于式枚笃信佛教，未结婚，将胞弟于式棱之子于孝侯收为养子。于孝侯即于立群的父亲。母亲为两广总督岑春煊之女，一共生育五女一男，最后一个是男孩，于立群排行第三。
中华民国成立后，于家逐渐衰落。于立群的母亲带着最小的一子一女迁居上海的岑春煊家。于孝侯无正当职业，靠遗产生活，最终连于立群姐妹四人上学的费用也无法支付。
于立群的长姐佩琛（于立忱）书法很好。为使姐妹们不失学，每逢春节前一个星期，于佩琛便在北平和平门外的国立北平师范大学对面的厂甸代人写春联。她写的字好看，对联作得佳，人又长得漂亮，所以大家都喜欢请她代写。每年写几天，便可维持自己和三个妹妹的学费。

### 上海演员
1930年，于立群的父亲鉴于生活日益困难，乃将全家迁往北平的平乐会馆居住。平乐会馆是平乐府下辖各县旅居北平的学生聚会之所。长姐于佩琛考入国立北平师范大学后，便迁入学生宿舍寄宿。14岁的于立群也来到上海的外祖父岑春煊家，与母亲和弟弟、妹妹共同生活。
来到上海后，1930年，于立群考入上海明月歌舞剧社，后又进入上海电影学校，艺名黎明健。在上海，她演出过话剧、电影等等。

### 与郭沫若结婚
于立群的长姐于立忱，在国立北平师范大学时喜文学，善演话剧。熊佛西导演的法国话剧《哑妻》，便由于立忱主演。她还出席过太平洋学会。大学三年级时，她的中国共产党党员身份遭国民党特务发现，她被捕后获释，此后受《大公报》社长张季鸾聘请，在该报任职。1934年，于立忱患肺病，《大公报》出津贴，让她赴日本治病并兼任驻东京特派记者。她居住在东京郊区，和流亡日本的郭沫若家不远，便常去访郭沫若。二人一见钟情，郭沫若的日本夫人郭安娜十分不安。《大公报》社长张季鸾曾经追求过于立忱，但于立忱对郭沫若十分痴情。后来，《大公报》不再负担其旅日费用，她不得不在1937年初回到上海。于立忱受到疾病和忧郁困扰，在1937年5月自缢身亡。
抗日战争爆发后，于立群参加了抗战演出二队。1937年，郭沫若自日本回到上海，不久经诗人林林等人介绍，结识了于立群。二人初次见面时，于立群将长姐于立忱思念郭沫若的诗笺交给了郭沫若。自此，郭沫若和于立群经常见面。
此后，郭沫若与夏衍在上海创办的《救亡日报》先迁广州，后转桂林复刊。《救亡日报》在广州复刊后，于立群已是中共地下党员，在报社担任编辑。不久，她和郭沫若感情渐深。1938年，郭沫若准备赴武汉任国民政府军事委员会政治部第三厅厅长，而于立群则想去陕北。临别之际，于立群将行李搬到郭沫若租住的新亚酒楼，二人自此同居。后来，于立群未去陕北，而是随郭沫若来到武汉。日军先后攻占武汉、广州后，国民政府迁往重庆。郭沫若、于立群也来到重庆。
1939年1月，周恩来在重庆主持补行了于立群与郭沫若的婚礼。婚后，于立群即成为郭沫若的秘书。抗日战争结束后，她曾在香港参与筹备中国妇女联谊会香港小组。中华人民共和国成立后，任中华全国妇女联合会执委、第四、五届全国人大代表。
中华人民共和国成立后，于立群的身体状况一度堪忧，还患有严重的神经官能症，被迫暂时同郭沫若及子女分开，入住外地的医院静养。当身体复原返抵北京后，总理周恩来特地安排在《人民日报》第一版刊登消息，并配发郭沫若、于立群共同会见一位外宾的合影。
文化大革命爆发后，郭沫若受到猛烈攻击，尽管毛泽东下令保护郭沫若，但郭沫若和于立群的处境还是日趋恶化。郭沫若和于立群育有6名子女。1967年，在中国音乐学院学习的儿子郭民英自杀。1968年，在北京大学学习的儿子郭世英被北京农业大学的红卫兵抓去墜樓身亡，周恩来闻讯后，亲赴郭家慰问。
两个儿子的惨死使于立群悲痛欲绝，精神严重受创。1974年，郭沫若遭打击而一年连住7次医院，于立群也多次住院留医观察。1978年6月12日郭沫若逝世后，于立群为了纪念郭沫若，特编选一本郭沫若在中华人民共和国时期的诗作集——《东风第一枝》，并且投入《郭沫若文集》的出版工作中。
1979年2月25日，于立群自缢身亡，享年63岁。

## 著作
她一生喜爱书法，尤擅长颜体与隶书，还擅写大字，出版有《于立群遗墨》。

## 家庭
她与郭沫若共育有六个子女，分别为儿子郭汉英、郭世英、郭民英、郭建英，女儿郭庶英、郭平英。